# ФК Фанс јунајтед
Фудбалски клуб Фанс јунајтед, црногорски је фудбалски клуб из Подгорице, који се такмичи у Трећој лиги Црне Горе — Центар.
Утакмице као домаћин обично игра на стадиону ДГ арена у Подгорици.

## Историја
Основан је 2023. године, а основали су га програмери Филип Вучковић и Анђела Бојовић. Клубом преко апликације управљају навијачи, који треба да уплате 100 евра у току једне године како би добили приступни линк преко којег могу да прате финансијско стање клуба, као и да учествују у секцији за гласање, преко које навијачи одлучују о битним стварима у клубу, као што су боја дресова, избор тренера и играча, а инсталирана је и veo камера, преко које чланови могу да прате тренинге и утакмице. Оснивање клуба су подржали бројни фудбалери, међу којима су Душан Тадић, Александар Митровић и Ђорђо Кјелини.
У регистар Фудбалског савеза Црне Горе уписан је у јулу 2023. године. Прво појачање био је Борис Бољевић, а његов долазак у клуб најавио је италијански спортски новинар Фабрицио Романо. Такмичење је почео у сезони 2023/24.

## Резултати у такмичењима у Црној Гори
| Сезона   | Степен | Лига                | Бр.екипа           | Позиција            | Куп             |
| -------- | ------ | ------------------- | ------------------ | ------------------- | --------------- |
| 2023/24. | 3      | Трећа лига — Центар | 12                 | 6. мјесто           | Није учествовао |
| 2024/25. | 3      | Трећа лига — Центар | 22 (2 групе по 11) | 3. мјесто у групи Б | Није учествовао |

## Успјеси
| Такмичење                         | Такмичење                         | Број                              | Година                            |                                   |                                   |
| Трећа лига Црне Горе — Центар — 0 | Трећа лига Црне Горе — Центар — 0 | Трећа лига Црне Горе — Центар — 0 | Трећа лига Црне Горе — Центар — 0 | Трећа лига Црне Горе — Центар — 0 | Трећа лига Црне Горе — Центар — 0 |
| --------------------------------- | --------------------------------- | --------------------------------- | --------------------------------- | --------------------------------- | --------------------------------- |
| Трећа лига                        | Првак                             | 0                                 |                                   |                                   |                                   |
| Куп регије Центар — 0             |                                   |                                   |                                   |                                   |                                   |
| Регионални куп                    | Побједник                         | 0                                 |                                   |                                   |                                   |
| Регионални куп                    | Финалиста                         | 0                                 |                                   |                                   |                                   |